# Sluis II (Tjonger)

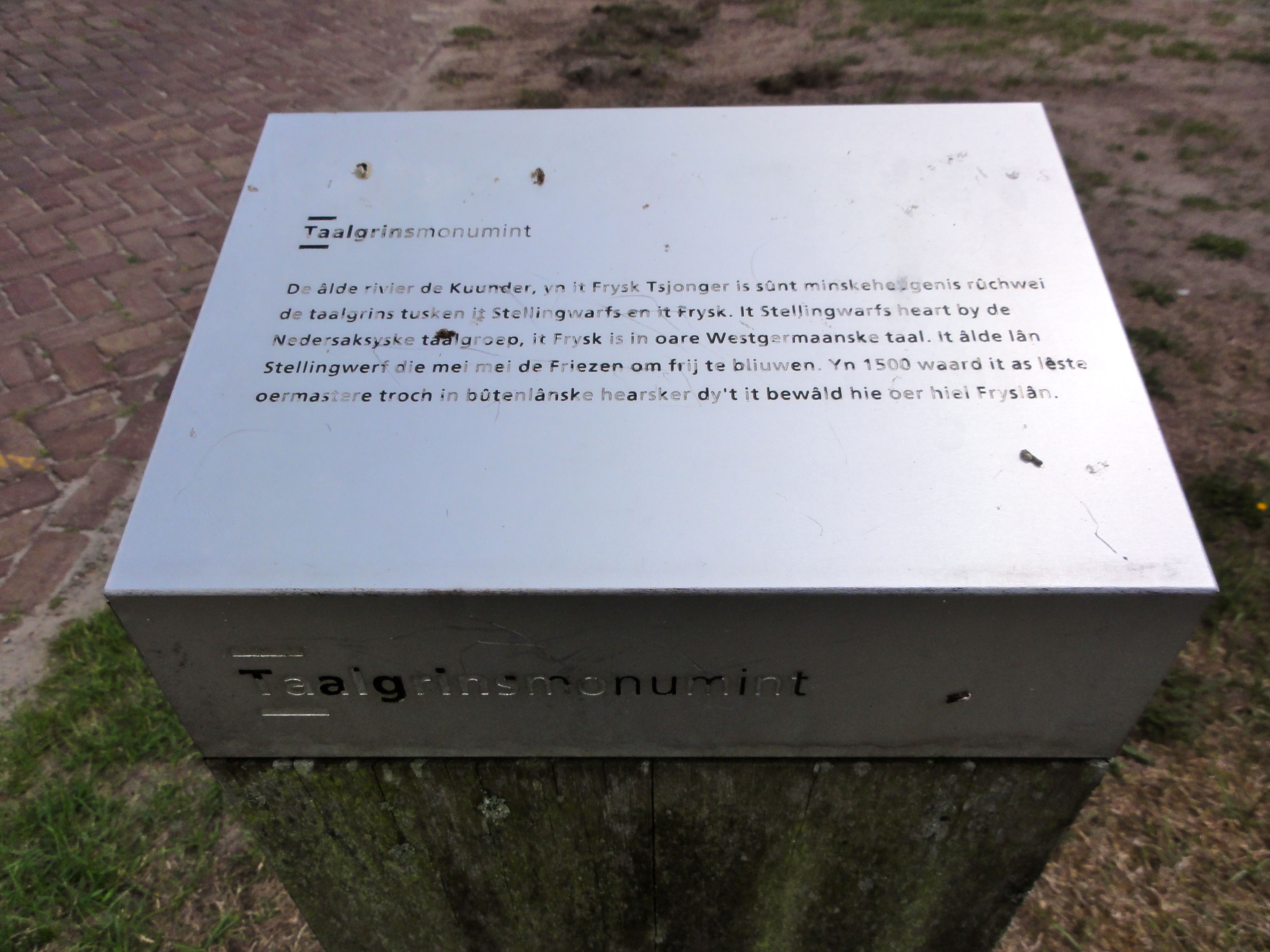
Het Taalgrensmonument (Taalgrinsmonumint) bij de Sluis II

Sluis II is een Friese sluis in de Tjonger.
De sluis ligt geografisch in Jubbega. De stuw naast de sluis ligt in Nijeberkoop Het hoogteverschil is 1,70 meter. Aan de bovenzijde staat een brug. Deze wordt met de hand gedraaid. Naast de sluis staat een sluiswachterswoning.
De sluis is voorzien van een pompinstallatie. Bij lage waterstand kan er gebiedseigen water omhoog gepompt worden.
Op het sluiseiland staat een object gemaakt door Atte Jongstra, dat geplaatst werd in 1999. Het is een taalmonument dat de grens markeert tussen het Stellingwerfs en het Fries.
Sluis I · 
Sluis II · 
Sluis III